# Jung-dong, Busan
Jung-dong (koreanska: 중동)  är en stadsdel i staden Busan i den sydöstra delen av  Sydkorea, 300 km sydost om huvudstaden Seoul. Den ligger i nordöstra delen av centrala staden i stadsdistriktet Haeundae-gu.

## Indelning
Administrativt är Jung-dong indelat i:
| Namn  | Namn            | Yta km² | Invånare 31 dec 2018 |
| ----- | --------------- | ------- | -------------------- |
| 중1동 | Jung 1(il)-dong | 1,06    | 23 293               |
| 중2동 | Jung 2(i)-dong  | 1,85    | 16 370               |